# Kernhem (wijk)
Kernhem is een nieuwbouwwijk van de gemeente Ede en telt 7.070 inwoners. De grenzen van de wijk worden gevormd door de Oude Rijksweg (N224) in het zuiden, de Lunterseweg in het oosten, de Doesburgerdijk in het noorden en de A30 in het westen. 
In 2002 waren de eerste huizen klaar voor gebruik. Een burcht bewoond door beschermde dassen leek aanvankelijk verdere ontwikkeling van de wijk in de weg te staan. In 2011 werd echter een sloopvergunning verkregen en konden de vier dassen verplaatst worden naar landgoed Slangenburg bij Doetinchem.
De woonwijk ligt vlak bij het historische landgoed Kernhem. Hiernaar zijn zowel de wijk als de, door het nabijgelegen NIZO ontwikkelde, Kernhem kaas vernoemd.
In de wijk bevindt zicht een winkelcentrum met twee supermarkten en diverse winkels. In de wijk zijn ook meerder scholen te vinden.
Kernhem is door middel van buslijn 5 verbonden met station Ede-Centrum, station Ede-Wageningen en station Veenendaal-De Klomp.

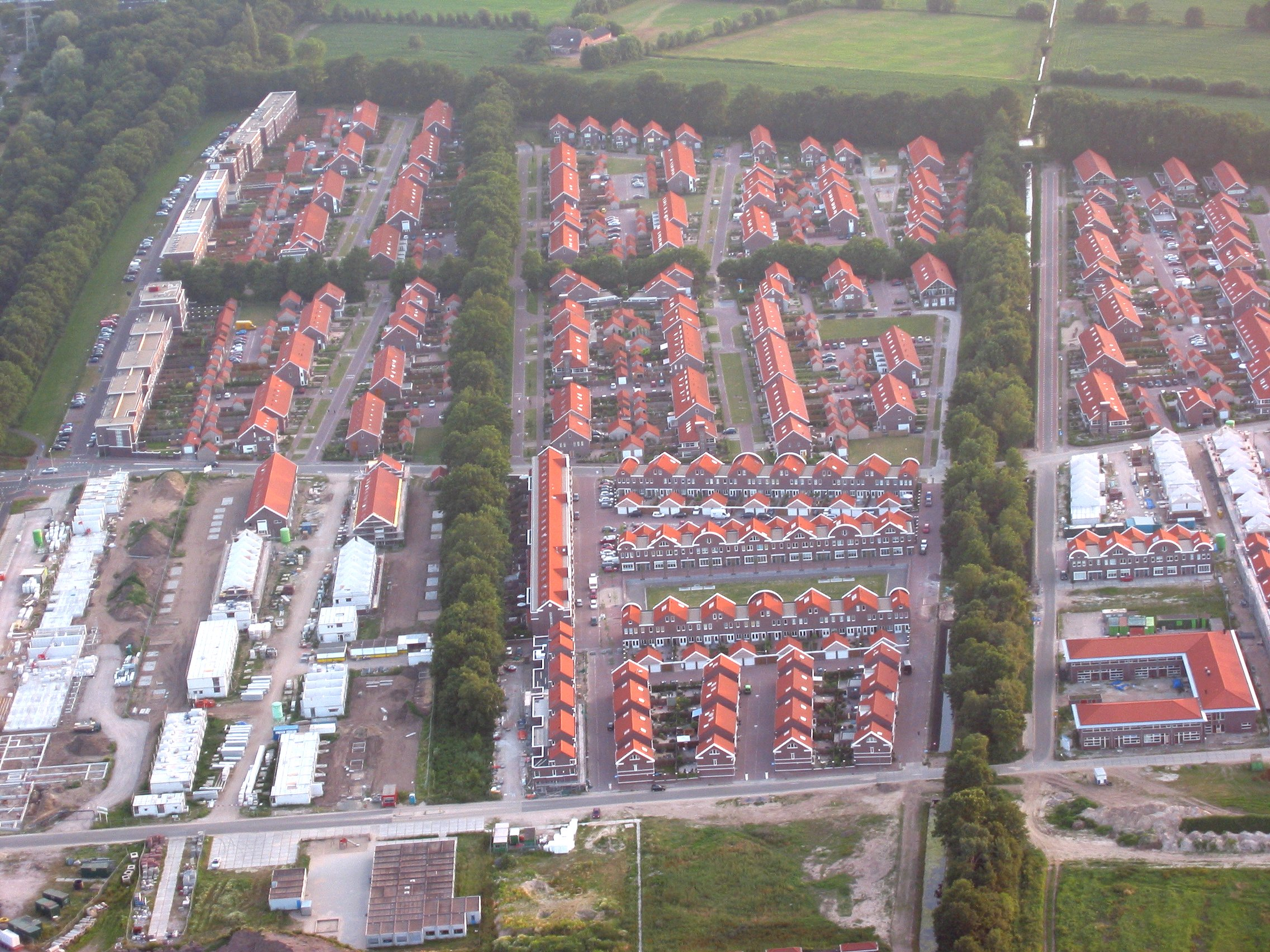
Kernhem 2003